# Coatl

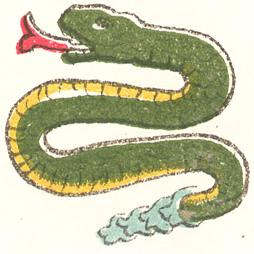
O glifo para o dia assinalado cōaltl ("cobra"), do Códice magliabechiano.

Coatl (náuatle: coatl, «cobra, serpente»)? é o marcador do quinto dia no calendário ritual mexicano chamado tonalpohualli, no qual é repetido até treze vezes acompanhado de numerais neste ciclo de 260 dias solares. O tonalpohualli é o equivalente ao tzolkin maia e ao piye zapoteco. É um calendário que mostra a "contagem de dias ou de destino". Este quinto marcador está associado à água e está sob a proteção da deusa Chalchiuhtlicue — saia de jade —. Sobre a fortuna pode ser bom ou ruim porque pode ir como a água.